# Cosmoconus canadensis
Cosmoconus canadensis là một loài tò vò trong họ Ichneumonidae.